# Cultura de Kiribati
La cultura contemporánea de Kiribati está centrada en la familia, la iglesia y el mar. El relativo aislamiento de Kiribati ha permitido mantener los "valores tradicionales" y las habilidades.

## Duelo
Kiribati tiene una historia de duelos artificiales y ritualizados. La armadura estaba hecha de sennet densamente tejida, una especia de fibra de coco. Los duelistas llevaban cascos hechos de restos de peces globo. Los cascos eran resistentes y, debido a la estructura del pez globo, cubierta en muchos puntos, tenía la habilidad de dañar armas.Las armas parecían espadas con un borde aserrado creado con muchos dientes de tiburón. Los duelos eran hechos sobre todo con el fin de resolver los conflictos y el mantenimiento del honor. La viabilidad de los duelos es discutible. Debido a la dificultad de moverse en esta armadura, caerse y ser incapaz de volverse a levantar era lo bastante común que los asistentes de duelo eran requeridos.

## Artes marciales tradicionales de Kiribati
Kiribati ha sido conocida por sus artes marciales tradicionales que eran mantenidas entre los secretos de muchas familias por generaciones. Las artes de Kiribati de pelear a diferencia de las artes marciales asiáticas no son mencionadas a menudo o incluso anunciadas para ser conocidas por el público general. Aunque, tal vez sean algunos paralelismos notables en principio a la de las artes marciales asiáticas, son muy diferentes. Por ejemplo, generalmente, no hay patadas como en el Karate o en el Kung Fu, y la velocidad es más importante que el poder. La lista de estas artes marciales tradicionales es la siguiente (esta no es una lista completa): Nabakai, Nakara, Ruabou, Tabiang, Taborara, Tebania, Temata-aua, Te Rawarawanimon, Terotauea.
La esencia de las artes marciales tradicionales de Kiribati es el poder mágico de los espíritus de los guerreros ancestrales. Todas estas habilidades de artes marciales comparten una cosa en común. Que vienen de un espíritu ancestral.
"Nabakai" es el arte marcial de la isla de Abaiang, de origen de la persona llamada Nabakai. Nabakai era miembro del clan cangrejo llamado "Tabukaokao". Los tres espíritus ancestrales femeninos de este clan "Nei Tenaotarai", "Nei Temwanai" y "Nei Tereiatabuki", que generalmente se cree que se manifiestan con un cangrejo hembra, que se le acercó y le enseñó el arte de la lucha.
"Te Rawarawanimon" se cree que se originó de "Nei Tereiatabuki", pero varias versiones de la tradición oral manifestaron que vino de otro espíritu ancestral manifestado por un pez soldado "te mon". "Nabakai" y "Te Rawarawanimon" muestran semejanzas en técnicas similares, excepto que "Nabakai" usualmente trabaja con una mano y básicamente usa sólo una posición mientras que "Te Rawarawanimon" trabaja con las dos manos y tiene 5 posiciones diferentes. "Te Rawarawanimon" es un arte marcial de la isla de North Tarawa.
"Tabiang", es un arte marcial de la isla de Abemama. Es llamada "Tabiang" porque pertenece a cada miembro de la aldea llamada Tabiang en la isla Abemama. Usa la velocidad y precisión para derrotar a un oponente. La fórmula común utilizada en esta forma de arte marcial es "Tú me das un golpe, y yo te doy cuatro golpes". Fue originada de un espíritu ancestral llamado "Terengerenge", comúnmente conocido en otras versiones de tradiciones orales como "Teraka". Se manifestó por una persona llamada "Karotu-te-buai" de la isla de Abemama, y este fue el nacimiento de "Tabiang". De acuerdo a tradiciones orales, este espíritu ancestral viajó a Asia y fue la fuente de origen de lo que ahora se conoce como "karate", una forma inversa por escrito del nombre "Teraka". El arte marcial "Tabiang" era creído por ser la razón detrás de la insuficiencia de los guerreros tradicionales "Kaitu" y "Uakeia", para conquistar el Reino de Abemama. Las tradiciones orales dicen que "Kaitu" y "Uakeia" conquistaron todo el sur de las islas Gilberts pero se retiraron cuando se enfrentaron a Abemama.
"Nakara" y "Ruabou" se originaron de la isla de Niutao en las Islas Ellice (ahora llamadas Tuvalu). Las tradiciones orales dicen que "Nakara" y "Ruabou" fueron adoptados de los estilos de "Lupe" en Niutao quién derivó sus artes marciales por su espíritu ancestral. Las bases de "Nakara" y "Ruabou" trabajan en las técnicas de lucha. "Ruabou" aplica más lucha libre y la combinación de combate cuerpo a cuerpo, mientras que "Nakara" se desarrolla principalmente en las técnicas de lucha libre como un dicho común en Kiribati que dice "cuando peleas con un experto de "Nakara", nunca estés en contacto cercano con él." Las dos formas de artes marciales son practicadas en todo el sur de las islas Gilbert pero originalmente se iniciaron en las islas de Tamana y Arorae.

## Música
La música popular de Kiribati se basa generalmente en cantar u otras formas de vocalización, acompañada de percusión corporal. Las actuaciones públicas en la actual Kiribati son generalmente presentadas por un coro sentado, acompañado por una guitarra. Sin embargo, durante presentaciones formales de la danza de pie (Te Kaimatoa) o el baile de cadera (Te Buki) una caja de madera se utiliza como un instrumento de percusión. Esta caja es construida para dar un tono huevo y un tono reverberado cuando es golpeado simultáneamente por un coro de hombres sentados alrededor de él. Las canciones tradicionales son a menudo con temas de amor, pero también están las canciones competitivas, religiosas, de niños, patrióticas, de guerra y de bodas. También hay danzas de palo (que son acompañadas a las leyendas y las historias semi-históricas). Estas danzas de palo son únicamente presentadas en fiestas principales.

## Baile
La singularidad de Kiribati, cuando es comparada con otras formas de baile de la Isla del Pacífico es su énfasis en los brazos extendidos del bailador y el movimiento brusco de la cabeza. The Frigate Bird, en la bandera de Kiribati se refiere a este tipo de aves como la de la danza de Kiribati. La mayoría de las danzas son en la posición parada o sentada con movimientos limitados y tambaleos. Sonreír mientras se baila es visto en el moderno Hawaiiano Hula como vulgar en el contexto de la danza de Kiribati.
Esto se debe a su origen de no ser sólo como una forma de entretenimiento sino como una forma de narración de cuentas y una muestra de destreza, belleza y resistencia en la bailarina.

## Literatura
Se han publicado pocos escritores literarios. Teresia Teaiwa se destaca como una de los más notables.